# Sindri Hrafn Guðmundsson
Sindri Hrafn Guðmundsson (ur. 21 listopada 1995) – islandzki lekkoatleta specjalizujący się w rzucie oszczepem.
Bez sukcesów startował w latach 2011–2013 w imprezach mistrzostwskich juniorów młodszych i juniorów. Finalista mistrzostw świata juniorów (2014) oraz mistrzostw Europy U23 (2017). Bez powodzenia brał udział w lekkoatletycznych mistrzostwach Europy w Berlinie (2018).
Złoty medalista mistrzostw Islandii oraz reprezentant kraju na drużynowych mistrzostwach Europy.
Rekord życiowy: 82,55 (29 czerwca 2024, Akureyri).

## Osiągnięcia
| Rok  | Impreza                                     | Miejsce          | Pozycja           | Wynik         |
| ---- | ------------------------------------------- | ---------------- | ----------------- | ------------- |
| 2011 | Mistrzostwa świata juniorów młodszych       | Metropolia Lille | el. – 28. miejsce | 59,83 (700 g) |
| 2011 | Olimpijski festiwal młodzieży Europy (EYOF) | Trabzon          | 8. miejsce        | 66,06 (700 g) |
| 2012 | Mistrzostwa świata juniorów                 | Barcelona        | el. – 30. miejsce | 65,26         |
| 2013 | Mistrzostwa Europy juniorów                 | Rieti            | el. – 19. miejsce | 64,43         |
| 2014 | Mistrzostwa świata juniorów                 | Oregon (Eugene)  | 12. miejsce       | 65,61         |
| 2017 | Mistrzostwa Europy U23                      | Bydgoszcz        | 9. miejsce        | 74,42         |
| 2018 | Mistrzostwa Europy                          | Berlin           | el. – 20. miejsce | 74,91         |
| 2021 | II liga drużynowych mistrzostw Europy       | Stara Zagora     | 4. miejsce        | 76,08         |
| 2024 | Mistrzostwa Europy                          | Rzym             | el. – 20. miejsce | 77,30         |
| 2025 | III dywizja drużynowych mistrzostw Europy   | Maribor          | 2. miejsce        | 74,54         |